# Eremobelba okinawa
Eremobelba okinawa är en kvalsterart som beskrevs av Aoki 1987. Eremobelba okinawa ingår i släktet Eremobelba och familjen Eremobelbidae. Inga underarter finns listade i Catalogue of Life.